# Petra Petersson
Petra Petersson, född 1966 i Lund, är en svensk arkitekt och professor. Hon är grundare till arkitektkontoret Realarchitektur.
Petersson är utbildad vid arkitektskolan i Lund och Mackintosh School of Architecture vid Glasgow School of Art. Hon har arbetat på arkitektkontor i Glasgow, Auckland, Stockholm och Berlin. 2003 grundade hon Realarchitektur. Hon är professor i arkitektur vid TU Graz.
Realarchitektur har bland annat ritat ombyggnaden av Reichsbahnbunker Friedrichstrasse till konsthallen Sammlung Boros i Berlin (2008) och Kransbindarvägens radhus, ett förtätningsprojekt med ett modulärt byggsystem i Midsommarkransen i Stockholm (2014).